# ميراندا كوك
ميراندا كوك (بالإنجليزية: Miranda Kwok)‏ (ولدت في تورونتو، كندا) هي كاتبة سيناريو وممثلة ومنتج تلفزيوني كندية أمريكية.

## روابط خارجية
- ميراندا كوك على موقع IMDb (الإنجليزية)
- ميراندا كوك على موقع قاعدة بيانات الفيلم (الإنجليزية)